# Manțu
Manțu – wieś w Rumunii, w okręgu Vaslui, w gminie Tătărăni. W 2011 roku liczyła 32 mieszkańców.